# 70. Golden Globe-gála
A 70. Golden Globe-gálára 2013. január 13-án, vasárnap került sor; az NBC televíziós csatorna élőben közvetítette. A 2012-ben mozikba, vagy képernyőkre került amerikai filmeket, illetve televíziós sorozatokat díjazó rendezvényt a kaliforniai Beverly Hillsben, a Beverly Hilton Hotelben tartották meg, a Hollywoodi Külföldi Tudósítók Szövetsége és a Dick Clark Productions szervezésében. A díjátadó házigazdái Tina Fey és Amy Poehler színésznők voltak.
A jelöltek listáját 2012. december 13-án hozták nyilvánosságra. Az erről szóló bejelentést Jessica Alba, Megan Fox és Ed Helms tette meg.
A mozifilmek között a legtöbb díjat A nyomorultak (4 jelölésből 3 díj), valamint Tarantino  westernfilmje, a Django elszabadul, és Ben Affleck thrillerje, Az Argo-akció kapta (5-5 jelölésből 2-2- díj). A legnagyobb vesztes a Lincoln lett: 7 jelölésből csupán egy díjat nyert el. A televíziós alkotások közül ez évben is a Homeland című tévésorozat diadalmaskodott: 4 jelölésből, 3 díjat vitt el.
„A szórakoztatás világához történt kiemelkedő hozzájárulásáért” Jodie Foster színésznő vehette át a Cecil B. DeMille-életműdíjat.

## Jelölések és díjak

### Film
A nyertesek a táblázat első sorában, félkövérrel vannak jelölve.
| Legjobb film | Legjobb film |
| Legjobb filmdráma | Legjobb vígjáték vagy zenés film |
| --- | --- |
| - Az Argo-akció - Django elszabadul - Lincoln - Pi élete - Zero Dark Thirty – A Bin Láden hajsza                                                                                       | - A nyomorultak - Holdfény királyság - Keleti nyugalom – Marigold Hotel - Lazacfogás Jemenben - Napos oldal |
| Legjobb főszereplő (filmdráma) | |
| Színész | Színésznő |
| - Daniel Day-Lewis – Lincoln - Richard Gere – Végzetes hazugságok - John Hawkes – A kezelés - Joaquin Phoenix – The Master - Denzel Washington – Kényszerleszállás                     | - Jessica Chastain – Zero Dark Thirty – A Bin Láden hajsza - Marion Cotillard – Rozsda és csont - Helen Mirren – Hitchcock - Naomi Watts – A lehetetlen - Rachel Weisz – Örvény                                                                         |
| Legjobb főszereplő (vígjáték vagy zenés film) | |
| Színész | Színésznő |
| - Hugh Jackman – A nyomorultak - Jack Black – Börni, az eszelős temetős - Bradley Cooper – Napos oldal - Ewan McGregor – Lazacfogás Jemenben - Bill Murray – A király látogatása       | - Jennifer Lawrence – Napos oldal - Emily Blunt – Lazacfogás Jemenben - Judi Dench – Keleti nyugalom – Marigold Hotel - Maggie Smith – Kvartett – A nagy négyes - Meryl Streep – Amit még mindig tudni akarsz a szexről                                 |
| Legjobb mellékszereplő (filmdráma, filmvígjáték vagy zenés film) | |
| Színész | Színésznő |
| - Christoph Waltz – Django elszabadul - Alan Arkin – Az Argo-akció - Leonardo DiCaprio – Django elszabadul - Tommy Lee Jones – Lincoln - Philip Seymour Hoffman – The Master           | - Anne Hathaway – A nyomorultak - Amy Adams – The Master - Sally Field – Lincoln - Helen Hunt – A kezelés - Nicole Kidman – Az újságos fiú |
| Egyéb | |
| Legjobb rendező | Legjobb forgatókönyv |
| - Ben Affleck – Az Argo-akció - Kathryn Bigelow – Zero Dark Thirty – A Bin Láden hajsza - Ang Lee – Pi élete - Steven Spielberg – Lincoln - Quentin Tarantino – Django elszabadul      | - Django elszabadul – Quentin Tarantino - Az Argo-akció – Chris Terrio - Lincoln – Tony Kushner - Napos oldal – David O. Russell - Zero Dark Thirty – A Bin Láden hajsza – Mark Boal                                                                    |
| Legjobb eredeti filmzene | Legjobb eredeti filmbetétdal |
| - Pi élete – Mychael Danna - Anna Karenina – Dario Marianelli - Az Argo-akció – Alexandre Desplat - Felhőatlasz – Tom Tykwer, Johnny Klimek és Reinhold Heil - Lincoln – John Williams | - Skyfall – „Skyfall” (Adele) - Act of Valor – „For You” (Keith Urban) - A nyomorultak – „Suddenly” (Hugh Jackman) - Az éhezők viadala – „Safe & Sound” (Taylor Swift és The Civil Wars) - Született gengszterek – „Not Running Anymore” (Jon Bon Jovi) |
| Legjobb animációs film | Legjobb idegen nyelvű film |
| - Merida, a bátor - Az öt legenda - Frankenweenie – Ebcsont beforr - Hotel Transylvania – Ahol a szörnyek lazulnak - Rontó Ralph                                                       | - Szerelem – Ausztria, Franciaország (franciául) - Rozsda és csont – Franciaország (franciául) - Egy veszedelmes viszony – Dánia (dánul) - Életrevalók – Franciaország (franciául) - Kon-Tiki – Norvégia, Egyesült Királyság, Dánia (norvégul – bokmål) |

### Televízió
A nyertesek a táblázat első sorában, félkövérrel vannak jelölve. Az előző évben nyertes televíziós sorozatokra a „ ♕ ” jel emlékeztet.
| Legjobb televíziós sorozat | Legjobb televíziós sorozat |
| Drámasorozat | Musical- vagy vígjátéksorozat |
| --- | --- |
| - Homeland – A belső ellenség ♕ - Boardwalk Empire – Gengszterkorzó - Breaking Bad – Totál szívás - Downton Abbey - Híradósok                                                                                   | - Csajok - Agymenők - Modern család ♕ - Sikersorozat - Smash |
| Legjobb minisorozat vagy tévéfilm | |
| - Versenyben az elnökségért - Hitchcock és Tippi Hedren - Hatfield–McCoy-viszály - Political Animals - The Hour                                                                                                 | |
| Legjobb főszereplő (drámasorozat) | |
| Színész | Színésznő |
| - Damian Lewis – Homeland – A belső ellenség - Steve Buscemi – Boardwalk Empire – Gengszterkorzó - Bryan Cranston – Breaking Bad – Totál szívás - Jeff Daniels – Híradósok - Jon Hamm – Mad Men – Reklámőrültek | - Claire Danes – Homeland – A belső ellenség ♕ - Connie Britton – Nashville - Glenn Close – A hatalom hálójában - Michelle Dockery – Downton Abbey - Julianna Margulies – A férjem védelmében                                |
| Legjobb főszereplő (musical- vagy vígjátéksorozat) | |
| Színész | Színésznő |
| - Don Cheadle – Gátlástalanok - Alec Baldwin – A stúdió - Louis C.K. – Louie - Matt LeBlanc – Sikersorozat ♕ - Jim Parsons – Agymenők                                                                           | - Lena Dunham – Csajok - Zooey Deschanel – Új csaj - Tina Fey – A stúdió - Julia Louis-Dreyfus – Az alelnök - Amy Poehler – Városfejlesztési osztály                                                                         |
| Legjobb főszereplő (minisorozat vagy tévéfilm) | |
| Színész | Színésznő |
| - Kevin Costner – Hatfield–McCoy-viszály - Benedict Cumberbatch – Sherlock - Woody Harrelson – Versenyben az elnökségért - Toby Jones – Hitchcock és Tippi Hedren - Clive Owen – Hemingway és Gellhorn          | - Julianne Moore – Versenyben az elnökségért - Nicole Kidman – Hemingway és Gellhorn - Jessica Lange – Amerikai Horror Story: Zártosztály - Sienna Miller – Hitchcock és Tippi Hedren - Sigourney Weaver – Political Animals |
| Legjobb mellékszereplő (sorozat, minisorozat vagy tévéfilm) | |
| Színész | Színésznő |
| - Ed Harris – Versenyben az elnökségért - Max Greenfield – Új csaj - Danny Huston – Bűnös Miami - Mandy Patinkin – Homeland – A belső ellenség - Eric Stonestreet – Modern család                               | - Maggie Smith – Downton Abbey - Hayden Panettiere – Nashville - Archie Panjabi – A férjem védelmében - Sarah Paulson – Versenyben az elnökségért - Sofía Vergara – Modern család                                            |

## Különdíjak

### Cecil B. DeMille-életműdíj
- Jodie Foster

### Miss/Mr. Golden Globe
- Francesca Eastwood [4]
- Sam Michael Fox [5]

## Többszörös jelölések és elismerések
Mozifilmek
| Jelölés | Díj | Cím                                   |
| ------- | --- | ------------------------------------- |
| 7       | 1   | Lincoln                               |
| 5       | 2   | Az Argo-akció                         |
| 4       | 3   | A nyomorultak                         |
| 4       | 1   | Napos oldal                           |
| 4       | 1   | Zero Dark Thirty – A Bin Láden hajsza |
| 3       | 1   | Pi élete                              |
| 3       | 0   | Lazacfogás Jemenben                   |
| 3       | 0   | The Master                            |
| 2       | 2   | Django elszabadul                     |
| 2       | 0   | A kezelés                             |
| 2       | 0   | Keleti nyugalom – Marigold Hotel      |
| 2       | 0   | Rozsda és csont                       |

Televíziós filmek
| Jelölés | Díj | Cím                               |
| ------- | --- | --------------------------------- |
| 5       | 3   | Versenyben az elnökségért         |
| 4       | 3   | Homeland                          |
| 3       | 1   | Downton Abbey                     |
| 3       | 0   | Modern család                     |
| 3       | 0   | Hitchcock és Tippi Hedren         |
| 2       | 2   | Csajok                            |
| 2       | 1   | Hatfield–McCoy-viszály            |
| 2       | 0   | A férjem védelmében               |
| 2       | 0   | Agymenők                          |
| 2       | 0   | A stúdió                          |
| 2       | 0   | Boardwalk Empire – Gengszterkorzó |
| 2       | 0   | Totál szívás                      |
| 2       | 0   | Hemingway és Gellhorn             |
| 2       | 0   | Híradósok                         |
| 2       | 0   | Nashville                         |
| 2       | 0   | New Girl – Új lány                |
| 2       | 0   | Political Animals                 |
| 2       | 0   | Sikersorozat                      |

Személyek
| Jelölés | Díj | Cím               |
| ------- | --- | ----------------- |
| 2       | 1   | Hugh Jackman      |
| 2       | 1   | Quentin Tarantino |
| 2       | 1   | Maggie Smith      |
| 2       | 0   | Nicole Kidman     |

## Díjátadó személyek
A jelöltek ismertetésében és a díjak átadásában az alábbi hírességek vettek részt.
- Jessica Alba és Kiefer Sutherland – legjobb színész (televíziós minisorozat vagy tévéfilm)
- Aziz Ansari és Jason Bateman – legjobb színésznő, televíziós sorozat (musical vagy vígjáték)
- Christian Bale – Napos oldal
- Kristen Bell és John Krasinski – legjobb mellékszereplő színész (televíziós sorozat, televíziós minisorozat vagy tévéfilm)
- Halle Berry – legjobb rendező
- Josh Brolin – Holdfény királyság
- Don Cheadle és Eva Longoria – legjobb színésznő (televíziós minisorozat vagy tévéfilm), valamint Mr. és Miss Golden Globe
- Bill Clinton – Lincoln
- George Clooney – legjobb színésznő (dráma), valamint legjobb színész (dráma)
- Sacha Baron Cohen – legjobb animációs film
- Bradley Cooper és Kate Hudson – legjobb férfi mellékszereplő
- Rosario Dawson – Keleti nyugalom – Marigold Hotel
- Robert Downey Jr. – a Cecil B. DeMille-életműdíj
- Jimmy Fallon és Jay Leno – legjobb televíziós sorozat (musical vagy vígjáték)
- Will Ferrell és Kristen Wiig – legjobb színésznő (komédia vagy musical)
- Nathan Fillion és Lea Michele – legjobb színésznő, televíziós sorozat (dráma)
- Megan Fox és Jonah Hill – legjobb női mellékszereplő
- Jamie Foxx – Django elszabadul
- Jennifer Garner – legjobb színész (komédia vagy musical)
- John Goodman és Tony Mendez – Az Argo-akció
- Salma Hayek és Paul Rudd – legjobb színész, televíziós sorozat (dráma), valamint legjobb televíziós sorozat (dráma)
- Dustin Hoffman – legjobb komédia vagy musical
- Jeremy Irons – Lazacfogás Jemenben
- Lucy Liu és Debra Messing – legjobb színész, televíziós sorozat (musical vagy vígjáték)
- Jennifer Lopez és Jason Statham – legjobb eredeti filmzene, valamint legjobb eredeti betétdal
- Robert Pattinson és Amanda Seyfried – legjobb forgatókönyv
- Dennis Quaid és Kerry Washington – legjobb mellékszereplő színésznő (televíziós sorozat, televíziós minisorozat vagy tévéfilm)
- Jeremy Renner – Zero Dark Thirty – A Bin Láden hajsza
- Julia Roberts – legjobb drámai film
- Liev Schreiber – Pi élete
- Arnold Schwarzenegger és Sylvester Stallone – legjobb idegen nyelvű film
- Catherine Zeta-Jones – A nyomorultak